# Hörby (comune)
Hörby è un comune svedese di 14 840 abitanti, situato nella contea di Scania. Il suo capoluogo è la cittadina omonima.

## Località
Nel territorio comunale sono comprese le seguenti aree urbane (tätort):
| # | Località    | Popolazione |
| - | ----------- | ----------- |
| 1 | Hörby       | 6.651       |
| 2 | Ludvigsborg | 743         |
| 3 | Osbyholm    | 260         |

## Amministrazione

### Gemellaggi
- Pyrzyce